# Błażej Torański
Błażej Torański (ur. 26 maja 1960 w Myszkowie) – polski pisarz i publicysta.

## Życiorys
Absolwent II Liceum Ogólnokształcącego im. Włodzimierza Majakowskiego w Zawierciu (obecnie im. Heleny Malczewskiej) oraz Wydziału Prawa i Administracji Uniwersytetu Wrocławskiego (1984), gdzie był działaczem Niezależnego Zrzeszenia Studentów i redaktorem „No Więc”, pisma NZS we Wrocławiu.
Pracował m.in. w czasopismach: „Dziennik Łódzki”, „Wprost”, „Prawo i Życie”, „Rzeczpospolita”. Publikował m.in. w tygodniku „Do Rzeczy”, wrocławskiej „Odrze”, tygodniku katolickim „Niedziela”, „Gazecie Bankowej”, „Tygodniku Solidarność”. Prowadził program autorski „Twarzą w twarz” w TVP3 Łódź, były redaktor naczelny portalu sdp.pl. Był rzecznikiem prasowym Grupy Kapitałowej BOT Górnictwo i Energetyka i Najwyższej Izby Kontroli. Współpracował przy realizacji filmu dokumentalnego Zdarzyło się tylko w Polsce (2011).
Członek Stowarzyszenia Pisarzy Polskich, Unii Literackiej oraz Towarzystwa Dziennikarskiego.

## Książki
- Knebel. Cenzura w PRL-u. Wydawnictwo Zona Zero, 2016. ISBN 978-83-946131-0-5[14]
- Fabrykanci. Burzliwe dzieje rodów łódzkich przemysłowców. Wydawnictwo Zona Zero, 2016. ISBN 978-83-935847-8-9 (współaut. Marcin Jakub Szymański)[15]
- Mały Oświęcim. Dziecięcy obóz w Łodzi. Prószyński i S-ka, 2020. ISBN 978-83-8169-337-0 (współaut. Jolanta Sowińska-Gogacz)[16]
- Kat polskich dzieci. Opowieść o Eugenii Pol. Prószyński i S-ka, 2022. ISBN 978-83-8295-113-4[17]
- Ślady. Reportaże z województwa łódzkiego (współaut.). Księży Młyn Dom Wydawniczy, 2022. ISBN 978-83-7729-707-0[18]
- Tożsamość Andrzeja K. Wydawnictwo Ostre Pióro, 2025. ISBN 978-83-68498-15-8

### Tłumaczenia
- Kat polskich dzieci – tł. na jęz. rumuński (Călăul copiilor polonezi. Povestea Eugeniei Pol, tł. Vasile Moga, wyd. „Editura Cetatea de Scaun”, Târgoviște 2025)[19]; fragmenty zostały przetłumaczone na jęz. angielski i niemiecki[20]
- Fabrykanci – fragmenty zostały przetłumaczone na jęz. angielski[20]

Od listopada 2017 Radio Łódź emitowało obszerne fragmenty książki Knebel. Cenzura w PRL-u.

## Nagrody i nominacje
- Nominacja do nagrody Grand Press miesięcznika „Press” za najlepszy materiał dziennikarski w kategorii Publicystyka za publikację Czas błędów i wypaczeń (współaut. Grażyna Rakowicz, „Rzeczpospolita”, 2001)[22],
- Nagroda im. Janusza Kurtyki przyznana przez SDP za rok 2016 za publikacje na łamach pism „Do Rzeczy” i „Odra” (2017)[23],
- Nagroda Zarządu Łódzkiego Oddziału SDP za książkę Knebel. Cenzura w PRL-u (2018)[24],
- Plaster Kultury 2020 za książkę Mały Oświęcim. Dziecięcy obóz w Łodzi (2021)[25],
- Nagroda im. Janusza Kurtyki 2021 za publikacje o tematyce historycznej – wyróżnienie za publikację „To nie ja” w Wielkopolskim Kurierze WNET (nr 76/2020)[26],
- Nominacja do nagrody Wiosła Kultury 2020 za książkę Mały Oświęcim. Dziecięcy obóz w Łodzi (2021)[27],
- Nominacja do nagrody Książka Historyczna Roku za książkę Mały Oświęcim. Dziecięcy obóz w Łodzi (2022)[28],
- Tygodnik „Newsweek” uznał Kata za najlepszą książkę historyczną jesieni (2022)[29],
- W Radio Poznań Kat był tytułem tygodnia (fragmenty czytano na antenie)(2022)[30],
- Nominacja do Międzynarodowej Nagrody im. Witolda Pileckiego (2023)[31].
- brązowy medal Zasłużony Kulturze Gloria Artis w dziedzinie literatury(2025)[32].

## Życie prywatne
Jego rodzice byli nauczycielami. Matka, Zofia, uczyła chemii, ojciec, Longin, języka rosyjskiego. W czasie II wojny światowej ojciec został zesłany na Syberię do gułagu w Mołotowsku, z którego uwolniono go w 1948. Przyrodni brat Teresy Torańskiej.